# ルシアン・メットモ
ルシアン・メットモ（Lucien Mettomo、1977年4月19日 - ）は、カメルーンの元サッカー選手。元カメルーン代表。ポジションはディフェンダー。

## 来歴
1997年にカメルーン代表デビュー。アフリカネイションズカップ2000、アフリカネイションズカップ2002では2連覇を果たした。2002 FIFAワールドカップのメンバーにも選ばれた。FIFAコンフェデレーションズカップ2003では全5試合に出場、準優勝した。2005年までに40試合に出場、1得点をあげた。

## 代表歴

### 出場大会
- カメルーン代表
  - 2002 FIFAワールドカップ

### 試合数
- 国際Aマッチ 40試合 1得点（1997年-2005年）[1]

| カメルーン代表 | 国際Aマッチ | 国際Aマッチ |
| 年             | 出場        | 得点        |
| -------------- | ----------- | ----------- |
| 1997           | 4           | 0           |
| 1998           | 2           | 0           |
| 1999           | 3           | 0           |
| 2000           | 6           | 0           |
| 2001           | 1           | 0           |
| 2002           | 5           | 1           |
| 2003           | 9           | 0           |
| 2004           | 8           | 0           |
| 2005           | 2           | 0           |
| 通算           | 40          | 1           |